# 表裡如一
表裡如一是美國斯卡樂隊不要懷疑的歌曲，收錄於他們在2001年發行的第四張錄音室專輯《搖滾萬萬歲》。歌曲由樂隊主唱關·史蒂芬妮與大衛·史都華共同創作。歌曲的特色為斯萊和羅比的雷鬼製作，並迎來淑女鋸子的客席獻聲。歌曲發行後獲當時音樂評論家褒貶不一的評價。
表裡如一於2002年7月22日作為專輯的第三支單曲發行。這成為不要懷疑於美國排行榜名次最高的單曲，而在其他地區則取得較為普通的商業成績。歌曲其後在「第46屆格林美獎」上贏得「格林美獎最佳流行組合或合唱團」一獎。歌曲亦被2004年上映的電影《初恋50次》使用。

## 背景與創作
歌曲最初是在關·史蒂芬妮到伦敦拜訪男友蓋文·羅斯戴爾時，由史蒂芬妮跟大衛·史都華共同創作。他們僅花了十分鐘反轉字符取樣便寫出歌曲。歌曲描述出史蒂芬妮跟羅斯戴爾的戀愛關之係，當中「你在一切表象之下是如此惹人愛」的段落是來自史蒂芬妮跟羅斯戴爾於公園度過一日後，自己在日記上所寫的文字。樂隊的結他手湯姆·杜蒙表示史都華的經驗幫助讓歌曲保持純粹，因為自己「會考慮太多那些和弦變化」。當樂隊在牙买加製作專輯的時候，製作人斯萊和羅比把淑女鋸子叫到錄音室來，希望她能夠為歌曲客席獻聲。淑女鋸子聽過歌曲後，便在當下寫出並錄製自己的段落。

## 音樂與構成
歌曲是一首以E大調創作的情歌，拍號僅每分鐘69拍。史蒂芬妮亦在歌曲裡避免自己不時使用的重振音。在歌曲中，她的音域跨越一個八度半，從F#3至B4。
歌曲以取樣自鮑比·克拉克在IRIE電台的週日電台節目所說的話語作為開始。歌曲的主歌採用簡單的I-vi和弦進行，分別在第一轉位使用E大調和弦，以及在第二轉位使用升C小調和弦，並以反拍形式演奏，然後轉至IV-iii的進程。而每段主歌後都接著使用I-IV-V-IV進程的副歌。淑女鋸子在橋段後獻唱她的饒舌段落。其後史蒂芬妮演唱副歌兩遍，並在最後重覆演唱四次「嗯，嗯，嗯，在一切表象之下」，然後以克拉克的話語完結整首歌曲。

## 專業評價
表裡如一獲當時音樂評論家褒貶不一的評價。《滾石》認為歌曲的斯卡風格，以及史蒂芬妮對於羅斯戴爾是否自己靈魂伴侶的疑問都令人厭倦。LAUNCHcast認為歌曲擁有「斯萊和羅比在睡覺時便能做出來」的節拍，但補充指「淑女鋸子的超酷饒舌使它（歌曲）擁有現代的優勢」。《新音乐快递》的凱蒂王國同樣給予淑女鋸子的段落正面評價，指其「添加倍添味美的糖，做得非常出色」。《Stylus雜誌》滿意史蒂芬妮於歌曲的表現，指「她讓自己的聲音輕柔駕馭旋律之上，並藉由溫柔的鋼鼓推動。」《PopMatters》以「不要懷疑並不怯於嘗試新想法，但表裡如一的舞場雷鬼草率而不成功」評論歌曲。在評論精選輯《絕不懷疑－十年精選》時，OMH媒體以「對雷鬼音樂的尷尬主觀模仿，即使是牙買加舞場雷鬼女王淑女鋸子也無法以客席獻聲挽救」形容歌曲。《村聲》於年終排名時將歌曲列為2002年年度最佳單曲之一。

## 商業成績
表裡如一於美國《告示牌》百強單曲榜獲得兩週季軍，成為不要懷疑於當地排名最高的單曲，此前他們的Don't Speak因為排名規則而不能進入榜單。歌曲於主流音樂榜單亦取得成功，包括登上主流四十強單曲榜冠軍，以及登上四十強流行歌曲榜亞軍。歌曲亦同樣在成人当代音乐電台榜獲得成功，包括登上成人四十強單曲榜亞軍，並於2004年登上成人四十強單曲循環榜冠軍，以及最高登上當代成人單曲榜第27位。歌曲亦在城市當代跟西班牙節奏電台等跨界平台取得不俗成績，並打進拉丁流行電台跟節奏四十強單曲榜前40位，並在拉丁熱帶／薩爾薩電台榜取得第23位。歌曲在加拿大单曲榜取得較普通的成績，最高登上榜單第35位。
表裡如一發行後空降英國單曲排行榜第18位，但其後未能獲得更高的名次。歌曲於歐洲地區未能取得商業成功，僅打進奧地利跟瑞典單曲榜前40位。歌曲最高登上澳洲單曲榜第28位，並於榜單逗留了七週。在紐西蘭，單曲連續兩週獲得第8位，並在榜單總共逗留了超過四個月。

## 音樂錄影帶
歌曲的音樂錄影帶由索菲·馬勒與盧根聯合執導拍攝。錄影帶以史蒂芬妮在單曲封面的造型開始，其後她逐件脫掉身上的衣服並躺在床上。錄影帶其後接著史蒂芬妮站在佈滿玫瑰的白色心型擺設前的場面。然後貝斯手托尼·卡納爾跟鼓手阿德里安·楊便出現一起打篮球，而史蒂芬妮則站在牆身前。在史蒂芬妮出現於天空閃耀的場景後，便接著樂隊所有成員於淑女鋸子饒舌的段落一起骑车的場面。錄影帶最後以素顏的史蒂芬妮穿著白色內衣在床上跳動的場面結束。
馬勒打算於錄影帶裡增添更多性相關的主題，以跟歌曲歌詞的純真作對比。錄影帶最初的概念為史蒂芬妮以「有如脫衣舞者濃妝艷抹」的厚妝出現，然後在錄影帶過程脫下身上的衣服。但其後她發現這樣讓錄影帶過於複雜，因此決定讓史蒂芬妮於每個場景出現時妝容逐漸變得簡約。馬勒於錄影帶使用橙色、石灰綠與粉紅色等亮色系顏色，並以後期製作提升顏色的飽和度。當中騎車的場面原先打算於牙买加取景拍攝，原因是史蒂芬妮希望加入牙買加主題，但最終決定在藍幕前使用12呎長的轉車盤分別拍攝每個樂隊成員的部分。而兩個成員並行一起騎車的場面使用了軌道進行拍攝，並由盧根以電腦合成影像技術展現所有樂隊一起在牙買加騎車的場面。
錄影帶在電視頻道獲得成功。它於2002年10月7日打進音樂電視網《互動全方位》的第7位。錄影帶其後最高登上排行榜第5位，並在該排行榜逗留了24天。表裡如一於2002年9月最高登上音樂多多的《Countdown》第2位。錄影帶在2003年「MTV音樂錄影帶大獎」獲得「最佳流行音樂錄影帶」與「最佳攝影」的提名，但分別輸給賈斯汀·提姆布萊克的Cry Me a River，以及約翰尼·卡什的Hurt翻唱版。

## 翻唱版本
2009年，美國搖滾樂隊馬頭合唱團於他們的翻唱專輯《Panty Raid》翻唱了表裡如一，並將歌曲作為單曲發行。
2013年11月25日，陳黛姍在全国广播公司的歌唱比賽節目《美國之聲》第五季上的八強比賽上翻唱了歌曲，並同時唱出淑女鋸子的饒舌段落。

## 歌曲列表
- 加大單曲

1. "Underneath It All" featuring Lady Saw (Album Version) – 5:03
2. "Underneath It All" (Radio 1Live（英语：1LIVE） Acoustic Version) – 3:44
3. "Just a Girl（英语：Just a Girl）" (Radio 1Live Acoustic Version) – 3:30
4. "Underneath It All" Video – 5:03

- 兩曲單曲

1. "Underneath It All" featuring Lady Saw (Album Version) – 5:03
2. "Underneath It All" (Radio 1Live Acoustic Version) – 3:44

## 製作名單
資料來自《搖滾萬萬歲》內頁。
- 關·史蒂芬妮 - 詞曲創作、聲樂
- 湯姆·杜蒙（英语：Tom Dumont） - 結他、鍵盤
- 托尼·卡納爾（英语：Tony Kanal） - 電貝斯、鍵盤、色士風
- 阿德里安·楊（英语：Adrian Young） - 鼓、打擊樂器
- 大衛·史都華（英语：David A. Stewart） - 詞曲創作
- 加布裏亞爾·麥克納爾（英语：Gabriel McNair） - 長號
- 淑女鋸子（英语：Lady Saw） - 聲樂、饒舌歌詞創作（未署名）
- 內德·道格拉斯 - 編程
- 羅比·沙赫斯佩爾（英语：Robbie Shakespeare） - 附加旋律貝斯
- 安迪·波茨 - 色士風
- 迪戈·史都華 - 色士風

## 銷售榜單
| 榜單（2002年－04年）                 | 最高 位置 |
| ------------------------------------ | --------- |
| 澳大利亚（澳大利亚唱片业协会單曲榜） | 28        |
| 奥地利（Ö3四十强单曲榜）             | 34        |
| 比利时佛兰德（Ultratip榜外單曲榜）   | 13        |
| 加拿大（尼爾森音樂統計）             | 34        |
| 歐洲（欧洲百强单曲榜）               | 46        |
| 法国（法國唱片出版業公會單曲榜）     | 71        |
| 德国（德國官方單曲榜）               | 42        |
| 愛爾蘭（愛爾蘭唱片音樂協會单曲榜）   | 39        |
| 荷兰（荷蘭四十強單曲榜）             | 31        |
| 荷兰（百强单曲榜）                   | 49        |
| 新西兰（新西兰唱片音乐协会单曲榜）   | 8         |
| 羅馬尼亞（羅馬尼亞百強單曲榜）       | 27        |
| 蘇格蘭（官方榜单公司單曲榜）         | 20        |
| 瑞典（瑞典最熱榜）                   | 39        |
| 瑞士（瑞士热门音乐榜）               | 54        |
| 英國（官方榜单公司單曲榜）           | 18        |
| 美國（《告示牌》百強單曲榜）         | 3         |
| 美國（《告示牌》當代成人單曲榜）     | 27        |
| 美國（《告示牌》成人四十強單曲榜）   | 2         |
| 美國（《告示牌》主流四十強單曲榜）   | 1         |
| 美國（《告示牌》節奏單曲榜）         | 38        |

| 榜單（2002年）               | 位置 |
| ---------------------------- | ---- |
| 美國（《告示牌》百強單曲榜） | 71   |

| 榜單（2003年）                     | 位置 |
| ---------------------------------- | ---- |
| 美國（《告示牌》百強單曲榜）       | 59   |
| 美國（《告示牌》成人四十強單曲榜） | 15   |

## 認證
| 地區                   | 认证 | 认证单位/销量 |
| ---------------------- | ---- | ------------- |
| 美国（美國唱片業協會） | 金   | 500,000‡      |
| ‡僅含認證的+實際銷量   |      |               |

## 發行歷史
| 地區 | 日期          | 地區             | 廠牌   | 來源   |
| ---- | ------------- | ---------------- | ------ | ------ |
| 美國 | 2002年7月22日 | 當代流行電台     | 新視鏡 | [ 51 ] |
| 澳洲 | 2002年9月2日  | CD               | 新視鏡 | [ 52 ] |
| 美國 | 2002年9月23日 | 熱門成人當代音樂 | 新視鏡 | [ 53 ] |
| 英國 | 2002年9月30日 | CD 卡式錄音帶    | 新視鏡 | [ 54 ] |

## 資料來源
1. ↑  Foster, Tom. . TV Over Mind. 2018-12-26  [2021-06-08]. （原始内容存档于2020-08-10）.}}
2. ↑  Paris Montoya, Tom Lanham.  (Liner Notes). No Doubt. Interscope Records. 2003.
3. ↑  Strauss, Neil. . Rolling Stone. 2002-01-31  [2020-04-15]. （原始内容存档于2006-10-05）.
4. ↑  Edwards, Gavin. . Rolling Stone. 2001-10-16  [2007-10-15]. （原始内容存档于2007-10-02）.
5. 1 2  Butler, Adika. . Where Itz At.   [2007-08-10]. （原始内容存档于2007-05-19）.
6. ↑  Sanneh, Kelefa. . The New York Times. 2002-10-26  [2007-04-15]. （原始内容存档于2022-02-06）.
7. 1 2 3  . Musicnotes.com (Universal Music Publishing Group).   [2022-02-06]. （原始内容存档于2015-10-03）.
8. 1 2 3   (Liner Notes). No Doubt. Interscope Records. 2001.
9. ↑  Scheffield, Rob. . Rolling Stone. 2002-01-02  [2020-04-15]. （原始内容存档于2007-10-01）.
10. ↑  Oliver, Lisa. . Yahoo! Music. 2002-02-14  [2007-04-08]. （原始内容存档于2008-03-28）.
11. ↑  Kitty, Kitty. . NME. 2002-09-19  [2007-10-28]. （原始内容存档于2012-02-08）.
12. ↑  Delaney, Colleen. . Stylus Magazine. 2003-09-01  [2007-10-22]. （原始内容存档于2007-10-21）.
13. ↑  Miller, Eden. . PopMatters. 2001-12-10  [2014-02-21]. （原始内容存档于2017-06-17）.
14. ↑  McDonnell, Sara. . musicOMH.   [2014-02-17]. （原始内容存档于2019-01-22）.
15. ↑  . The Village Voice.   [2014-02-17]. （原始内容存档于2021-10-11）.
16. 1 2 3 4  . Top40-Charts.   [2022-02-04]. （原始内容存档于2009-02-18）.
17. 1 2  . Billboard.   [2021-12-27]. （原始内容存档于2022-01-11）.
18. 1 2  . Billboard.   [2021-12-27]. （原始内容存档于2022-01-11）.
19. 1 2  . Billboard.   [2021-12-27]. （原始内容存档于2022-01-11）.
20. 1 2  . Billboard.   [2021-12-27]. （原始内容存档于2021-11-17）.
21. 1 2  . Billboard.   [2021-12-27]. （原始内容存档于2021-11-17）.
22. ↑  . AllMusic.   [2022-02-01]. （原始内容存档于2012-11-22）.
23. ↑  . Australian-Charts.   [2022-02-04]. （原始内容存档于2011-07-21）.
24. ↑  . Charts.org.nz.   [2022-02-05]. （原始内容存档于2022-02-06）.
25. 1 2  . MVWire.   [2007-10-22]. （原始内容存档于2007-09-28）.
26. 1 2 3  . Atrl. 2007-09-03  [2007-10-22]. （原始内容存档于2007-09-28）.
27. ↑  . Atrl. 2008-01-01  [2008-10-22]. （原始内容存档于2016-09-11）.
28. ↑  . Rock on the Net. 2003-08-28  [2007-10-22]. （原始内容存档于2015-11-10）.
29. ↑  . Who sample.   [2022-01-22]. （原始内容存档于2022-02-06）.
30. ↑  . nbc.com.   [2017-06-21]. （原始内容存档于2013-12-07）.
31. ↑  "Australian-charts.com – No Doubt – Underneath It All". ARIA Top 50 Singles.    （英語）.
32. ↑  "Austriancharts.at – No Doubt – Underneath It All". Ö3 Austria Top 40.   （德語）.
33. ↑  "Ultratop.be – No Doubt – Underneath It All". Ultratip.    （荷蘭語）.
34. ↑  . Billboard. 2003-10-04  [2018-12-11]. （原始内容存档于2022-01-23）.
35. ↑   (PDF). Music & Media. Vol. 20 no. 43. 2002-10-19: 9  [2020-03-08]. （原始内容存档 (PDF)于2021-09-28）.
36. ↑  "Lescharts.com – No Doubt – Underneath It All". Les classement single.  （法語）.
37. ↑  "No Doubt – Underneath It All". GfK Entertainment charts.  Retrieved 2018-11-26.  （德語）.
38. ↑  "Irish-charts.com – Discography No Doubt". Irish Singles Chart.  （英語）.
39. ↑   "Nederlandse Top 40 – week 14, 2004". Dutch Top 40  .
40. ↑  "Dutchcharts.nl – No Doubt – Underneath It All". Single Top 100.  （荷蘭語）.
41. ↑  "Charts.nz – No Doubt – Underneath It All". Top 40 Singles.  （英語）.
42. ↑  . Romanian Top 100（英语：Romanian Top 100）.   [2020-05-11]. （原始内容存档于2005-02-17） （罗马尼亚语）.
43. ↑  "Official Scottish Singles Sales Chart Top 100". Official Charts Company.  （英語）.
44. ↑  "Swedishcharts.com – No Doubt – Underneath It All". Singles Top 100.  （英語）.
45. ↑  "Swisscharts.com – No Doubt – Underneath It All". Swiss Singles Chart.  （英語）.
46. ↑  "Official Singles Chart Top 100". Official Charts Company.  （英語）.
47. ↑  . longboredsurfer.com.   [2017-06-21]. （原始内容存档于2021-04-15）.
48. ↑  .   [2010-08-28]. （原始内容存档于2009-03-04）.
49. ↑  . Billboard. Vol. 115 no. 52. 2003-12-27: YE-80  [2021-10-24]. （原始内容存档于2021-10-23）.
50. ↑  . Recording Industry Association of America.   [2021-03-08] （英语）.
51. ↑   (PDF). Radio & Records（英语：Radio & Records）. No. 1462. 2002-07-19: 26  [2021-06-08]. （原始内容存档 (PDF)于2021-10-01）.
52. ↑   (PDF). ARIA: 27. 2002-09-02  [2021-06-08]. （原始内容存档 (PDF)于2002-04-24）.
53. ↑   (PDF). Radio & Records. No. 1471. 2002-09-20: 33  [2021-06-08]. （原始内容存档 (PDF)于2021-10-01）.
54. ↑   (PDF). Music Week. 2002-09-28: 31  [2021-08-28]. （原始内容存档 (PDF)于2021-10-09）.

## 外部連結
- 不要懷疑官方網站 （页面存档备份，存于）（英文）
- 淑女鋸子官方網站 （页面存档备份，存于）（英文）